# Rebecca Spencer
Rebecca Leigh Spencer (Brent, 1991. február 22. –) angol születésű jamaicai női labdarúgó. A Tottenham Hotspur kapusa.

## Pályafutása

#### Arsenal
Spencer pályafutását a Watford női csapatánál kezdte, majd 2001-ben az Arsenal Akadémiájához távozott. 2006-ban csatlakozott a felnőtt csapathoz, és bár több alkalommal is helyet kapott a kispadon, sem bajnokin, sem kupamérkőzésen nem sikerült bemutatkoznia az Ágyúsoknál.
Mellőzöttségét megelégelve került kölcsönbe előbb a Nottingham Foresthez, majd a Gillingham Ladieshez.

#### Soyaux
2011 decemberében Spencer elhagyta az Arsenalt és a francia ASJ Soyaux együttesét választotta, azonban pár hónap múlva családi okok miatt visszatért Angliába.

#### Birmingham City
Következő állomása a Birmingham City lett és debütáló mérkőzésén az FA-kupában 4–0-ra nyert a kék-fehér alakulattal. A bajnokságban is kulcsjátékosa volt a Citynek, később pedig a Chelsea elleni kupadöntő tizenegyes-párbajában remekelt.
Miután másodszor is felbontotta szerződését az Arsenallal, Birminghamben kezdte meg a 2013-as szezont, akikkel 2014-ben bajnoki bronzéremmel gazdagodhatott.

#### Chelsea
2016 januárjában Spencer bejelentette, hogy átigazol Birminghamből a Chelsea-hez, és bár csak második számú hálóőrként számítottak rá, egy ezüstérmet, egy bajnoki címet és kupagyőzelmet húzhatott be itt töltött ideje alatt.

#### West Ham United
Spencer 2018 júniusában a West Ham Unitedhez igazolt.

#### Tottenham Hotspur
Egy idényt játszott a liláknál, majd elfogadta az újonc Tottenham Hotspur ajánlatát. Kisebb sérülései ellenére a klub elsőszámú kapusaként hosszabbította meg kontraktusát 2022. április 27-én.

### A válogatottban
Az angol korosztályos válogatottakat végigjárva részt vett a 2008-as U20-as világbajnokságon és a 2009-es U19-es Európa-bajnokságon, ahol csapata egyik legjobbjaként emelhette magasba az Európa-bajnoki trófeát.
2021 óta a Jamaicai válogatott színeiben szerepel. A 2019-es világbajnokság után a 2022-es Aranykupán is védett, az utóbbi kontinensviadalról pedig bronzéremmel térhetett haza.

## Sikerei

### Klubcsapatokban
Angol bajnok (1):
- Chelsea (1): 2017–18

 Spring Series győztes (1):
- Chelsea (1): 2017

 Angol kupagyőztes (3):
- Chelsea (1): 2017–18
- Birmingham City (1): 2011–12
- Arsenal (1): 2006–07

### A válogatottban
Jamaica
- Aranykupa bronzérmes (1): 2022[8]

 Anglia
- U19-es Európa-bajnok (1): 2009